# العرق الشرقي الكبير
العرق الشرقي الكبير هي عرق كبير أو «حقل كثبان رملية» في الصحراء الكبرى. تقع معظمها في الجنوب الشرقي للجزائر والشمال الشرقي لأراضي الصحراء الكبرى المنخفضة. يغطي العرق الشرقي الكبير مساحة حوالي 600 كم على بعد 200 كم شمالا وجنوبا. تمتد الحافة الشمالية الشرقية من العرق إلى تونس المجاورة.
تبلغ مساحة العرق الشرقي الكبير 190,000 كم² وهو عبارة عن رباعي الأضلاع 500 كم على 300 كم ويتكون أساسا من كثبان رملية قد تبلغ أعلاها 250 م طول، وتفصله هضاب صخرية وسهول حجرية عن العرق الغربي الكبير الذي هو أقل منه بمرتين.

## الظواهر الطبيعية
العرق الشرقي الكبير هو منطقة طبيعية صحراوية تتلقى أمطار قليلة جدا. وهو أكبر عرق في الجزائر، عرق هي كلمة عربية لان كثبان الرمل تبرز منها خطوط كعروق الانسان ، وأيضا مصطلح جغرافي أكاديمي.
وجود العرق الشرقي الكبير مرتبطة مع وادي إيغرغر، وهو نهر في الغالب جاف ومدفون مع وجود كبيرة من الروافد، إذا وجدت أي مياه سوف تتدفق شمالا إلى العرق من جبال هقار في وسط الصحراء الكبرى. ومع ذلك، فإن هذه الأنهار الجافة، والتي تبدو غير مجدية تحت الرمال الصحراوية، يمكن أن تحفاظ على مياه الأمطار النادرة، من خلال حملها تحت الأرض، وبالتالي إنقاذ الرطوبة من التبخر.

## الطرق ،المدن، صناعة النفط

### اهم المدن
تتقاسمه ثلاث ولايات هي ولاية تقرت و ولاية ورقلة و ولاية الوادي
- مدينة الوادي او كما تنطق محليا "الواد" كأكبر مدنه من حيث السكان
- مدينة ورقلة ثاني اكبر مدنه سكانيا و اول مدينة من حيث المساحة الحضرية
- مدينة تقرت ثالث اكبر مدينه سكانيا و من حيث المساحة الحضرية فهي الثانية و تقع على حافته الغربية
- مدينة حاسي مسعود  التابعة لولاية ورقلة عاصمة البترول و الغاز الرابعة سكانيا و مساحيا
- مدينة الطيبات التابعة لولاية تقرت [3]اشهر مدن العرق الشرقي
- مدينة الحجيرة التابعة لولاية تقرت اقصى غربه من أعرق مدنه

تضاريس الصحراء الكبرى،يظر العرق الشرقي الكبير باللون الأصفر في الوسط العلوي، يمينا